# Smyer
Smyer – miasto w Stanach Zjednoczonych, w stanie Teksas, w hrabstwie Hockley.